# 2016年中国疫苗事件
2016年中国疫苗事件，亦稱山東疫苗案，是指2016年爆发的一起公共安全事件，它涉及中华人民共和国的十八个省市的问题疫苗，涉案金额达5.7亿元，主要经营和运输者在此前的六年时间内大量供应无效或过期的疫苗。山东省济南市中级人民法院正式宣判该案，被告人庞红卫犯非法经营罪被判十九年，而孙琪犯非法经营罪判处有期徒刑六年，其后又有多人因涉及该案被判刑。

## 经过
庞某卫原是山东省菏泽市牡丹人民医院医生，在该市牡丹区经营东城城区防疫门诊。2009年，庞某卫因非法经营人用二类疫苗，仅其一个人就涉及489万元，被判有期徒刑3年缓刑5年，并处罚金50万元。2010年以来，庞氏与其医科学校毕业的女儿孙氏，通过从上线疫苗批发企业人员及其他非法经营者处，非法购进25种儿童、成人用二类疫苗，未经严格冷链存储运输销往湖北、安徽、广东、河南、四川等中国18个省市，涉案金额达5.7亿元；而疫苗数量已无法统计。
犯罪团伙所贩卖疫苗虽然是正规疫苗生产厂家生产的，但其未按规定进行冷链存储和运输，部分属于临期疫苗，流通过程中存在过期、变质的风险。而接种未经2℃-8℃存储冷链运输的疫苗或过期疫苗，首要风险是无效免疫，例如狂犬病这类致命性传染病，本可通过接种疫苗免疫来避免死亡，但接种问题疫苗导致免疫无效，接种者可能会感染发病死亡。
因涉及地方众多、社会危害性极大，被中华人民共和国公安部、国家食药监总局列为督办案件，且入选2015年度公安部打击食品药品犯罪十大典型案例。并引起了世界卫生组织的关注。
2016年3月28日，国务院批准组织山东济南非法经营疫苗系列案件部门联合调查组。国务院同时成立工作督查组，对调查工作全程督查指导，並及时发布调查结果；至4月13日，国务院总理李克强主持常务会议，听取山东济南非法经营疫苗系列案件调查处理情况汇报，並宣佈第一阶段调查处理工作基本完成，各地已立案刑事案件192起，刑事拘留202人。根据已查明情况，会议决定，依法依纪对食品药品监管总局、卫生计生委和山东等17个省（区、市）相关责任人予以问责，有关方面先行对357名公职人员等予以撤职、降级等处分；並決定将自愿接种的第二类疫苗比照国家免疫规划用的第一类疫苗，全部纳入省级公共资源交易平台集中采购，不再允许药品批发企业经营疫苗，坚决制止通过借用资质和票据进行非法经营的“挂靠走票”等行为。
2017年3月19日，最高人民检察院在工作报告中披露称，庞某卫等人非法经营疫苗案曝光后，山东、河南、河北等地检察机关批准逮捕355人，起诉291人，立案查处失职渎职等职务犯罪174人。截至2018年3月26日，在中国裁判文书网已公开的相关判决文书中，与该案有关的案件涉及中国18个省、市、自治区，相关案件刑事判决书共计91份，137人各因非法经营、滥用职权、毁灭伪造证据、贪污、故意泄露国家秘密等5项罪名获刑，其中涉及国家公职（工作）人员64人。

## 曝光
2016年3月22日，中国食品药品监管总局调查，共有9家药品批发企业牵扯到此次涉虚构疫苗销售渠道：
- 河北省卫防生物制品供应中心
- 湖南华一生物制品有限公司
- 陕西益康众生医药生物有限公司
- 山东兆信生物科技有限公司
- 山东实杰生物药业有限公司（主要由云南沃森生物技术股份有限公司控股[11]）
- 郑州邦正医药有限公司
- 吉林尚元生物制品有限公司
- 济宁福泰医药有限公司
- 陕西医维达康生物制品有限责任公司

## 相关
- 山西疫苗事件
- 2013年乙肝疫苗死亡事件
- 中国大陆疫苗乱象
- 长生生物